# Кольсайские озёра (национальный парк)
Государственный национальный природный парк «Кольсайские озёра» (каз. «Көлсай көлдері» мемлекеттік ұлттық табиғи паркі) образован согласно Постановлению Правительства РК № 88 от 7 февраля 2007 года. Расположен в Райымбекском и Талгарском районах Алматинской области Казахстана.
На территории парка находятся Кольсайские озера и озеро Каинды.

## Флора и фауна
Флора национального парка насчитывает более 700 видов. Встречаются растения, занесённые в Красную книгу Казахстана — ковыль кунгейский, адонис золотой, адонис тяньшанский, желтушник оранжевый, ель Шренка и другие.
Животный мир так же богат и разнообразен — насчитывает более 200 видов позвоночных животных. Здесь обитают представители 4 видов рыб, 2 видов земноводных, 197 видов птиц и 29 видов млекопитающих.
Птицы, занесённые в Красную книгу — синяя птица, расписная синичка, беркут, бородач, сокол-балобан, кумай.
Из млекопитающих обитают такие краснокнижники, как архар, тяньшанский медведь, снежный барс, туркестанская рысь, среднеазиатская выдра.